# Miguel Fernández (futbolista)
Miguel Fernández (Tucumán, Argentina, 10 de marzo de 1988) es un futbolista argentino juega como delantero en Amalia del Torneo Federal B.

## Clubes
| Club                   | País      | Año         | PJ  | Anotado |
| ---------------------- | --------- | ----------- | --- | ------- |
| San Martín de Tucumán  | Argentina | 2008 - 2011 | 43  | 12      |
| Instituto              | Argentina | 2011 - 2012 | 12  | 4       |
| Gimnasia de Jujuy      | Argentina | 2012 - 2013 | 26  | 7       |
| San Martín de Tucumán  | Argentina | 2013 - 2014 | 12  | 4       |
| San Lorenzo de Alem    | Argentina | 2014        | 13  | 5       |
| Unión de Mar del Plata | Argentina | 2015 -      | 12  | 4       |
| Club Atlético Amalia   | Argentina | 2015 -      | 9   | 10      |
| Total                  |           |             | 127 | 46      |

- Sólo se cuentan los goles en Competencias oficiales